# Fetească neagră
Le Fetească neagră N (signifiant approximativement « noir des pucelles » par référence aux « foires aux mariages » de jadis) est un cépage noir de cuve. Il est autochtone de Roumanie (plus particulièrement en Moldavie roumaine et Valachie) et de République de Moldavie. Il est aussi appelé « queue d'hirondelle » (coada rândunicii) ou désigné simplement comme « le noir » (negrul).
Il ne représente qu’environ 2,5 % des surfaces plantées en raisin noir en Roumanie et Moldavie, mais est considéré comme une des variétés autochtones les plus qualitatives. Son raisin donne des vins colorés, tanniques, assez intenses en saveurs, et souvent aptes à la garde. Ce cépage résiste bien aux grands froids et grandes chaleurs.
Dans la région de Prahova, le domaine de Tohani produit plus d'un million de bouteilles de Fetească neagră par an. Le domaine Domeniile Sahateni en Roumanie est un autre producteur réputé pour sa production de Fetească neagră, ainsi que le domaine Sălcuta en Moldavie qui produit du rosé avec du Fetească neagră.
Lors de l'occupation soviétique, la culture du Fetească neagră décline.
On estime que ce cépage est planté sur 1 000 hectares en Moldavie et 1 600 hectares en Ukraine.
En juin 2022, le Fautor Negre 2017 de Moldavie, un mélange de Feteasca neagră et de Rara neagră, est récompensé meilleur vin du monde au concours mondial de Bruxelles,.

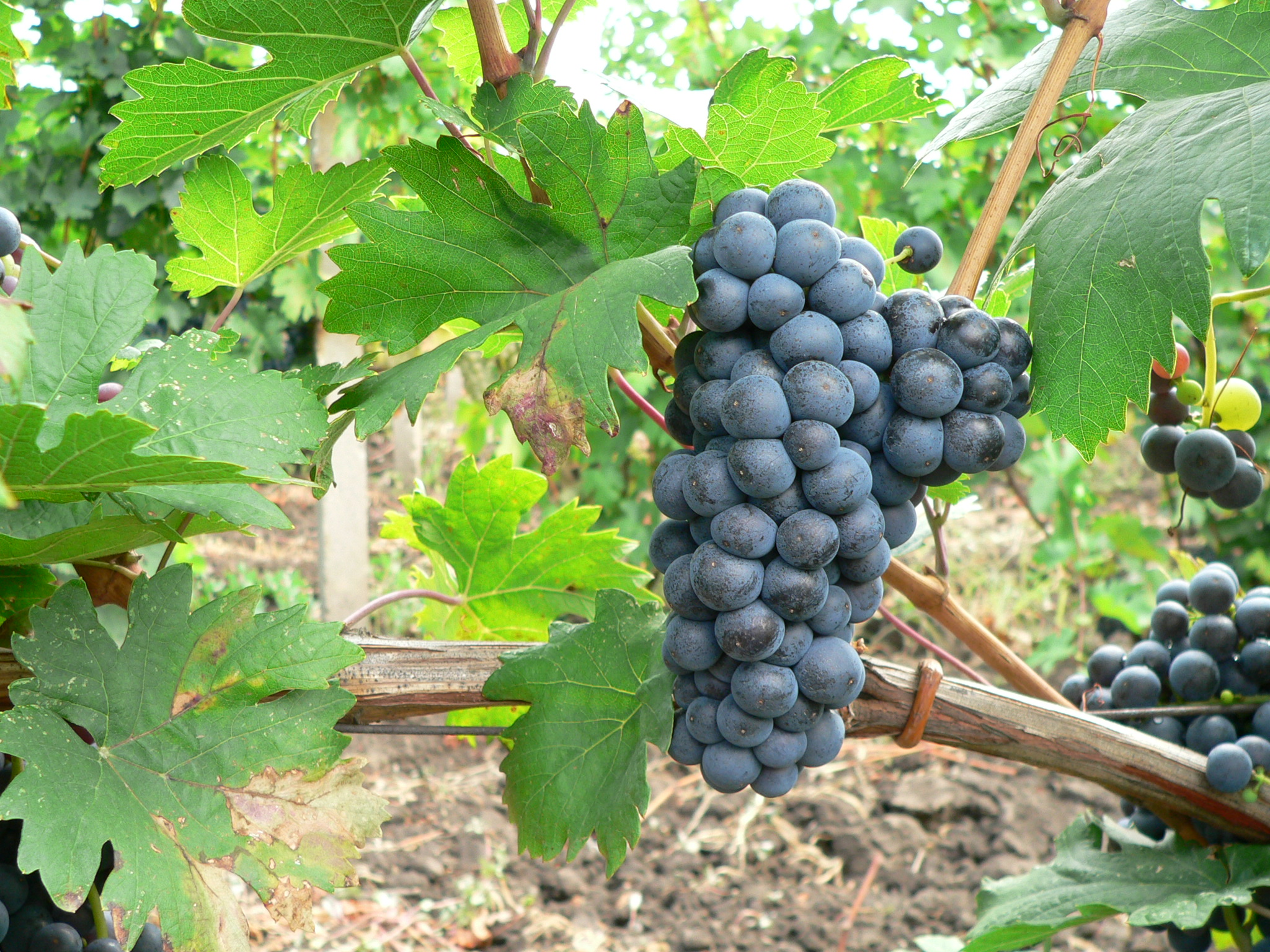
Vigne de Noir des pucelles.